# Trichosteleum trachycystis
Trichosteleum trachycystis är en bladmossart som beskrevs av Brotherus 1901. Trichosteleum trachycystis ingår i släktet Trichosteleum och familjen Sematophyllaceae. Inga underarter finns listade i Catalogue of Life.